# プラズマCVD
プラズマCVD（plasma CVD, plasma-enhanced chemical vapor deposition, PECVD）は、プラズマを援用する型式の化学気相成長(CVD)の一種である。さまざまな物質の薄膜を形成する蒸着法のひとつである。化学反応を活性化させるため、高周波などを印加することで原料ガスをプラズマ化させるのが特徴である。半導体素子の製造などに広く用いられる。

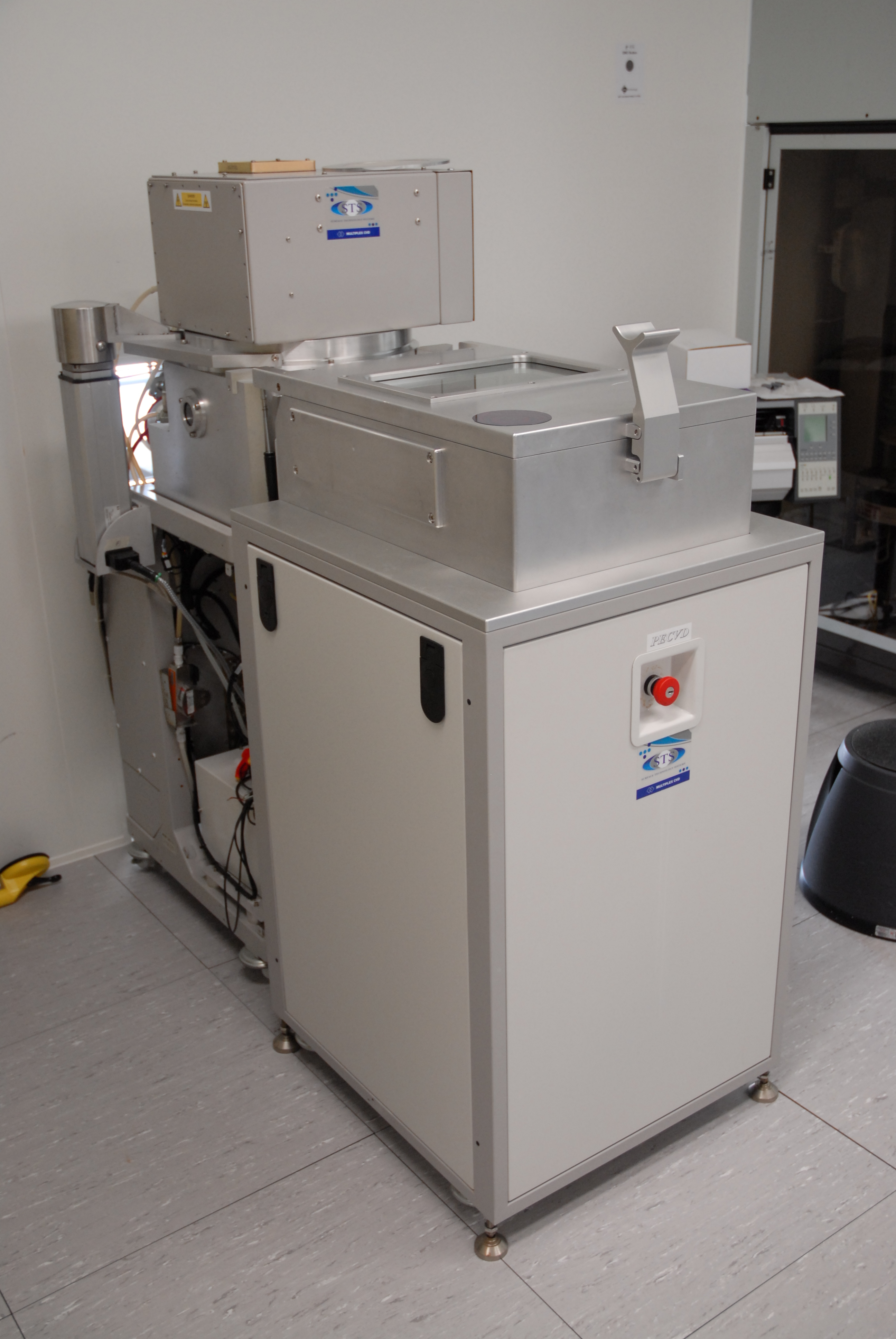
プラズマCVD装置（研究開発用）

## 特徴
成膜速度が速く、処理面積も大きくできる、凹凸のある表面でも満遍なく製膜できるなど、化学気相成長の主な長所を多く有する。
さらにプラズマを援用することで、熱CVDなどに比較すると下記のような長所を有する。
- 低い温度でも、より緻密な薄膜を形成できる。
- 熱によるダメージや層間での相互拡散を抑制できる。
- 熱分解しにくい原料でも、実用的な堆積速度が得られやすい。
- 熱分解温度の異なる原料同士を用いても、様々な組成比の薄膜を形成できる。

## 構成

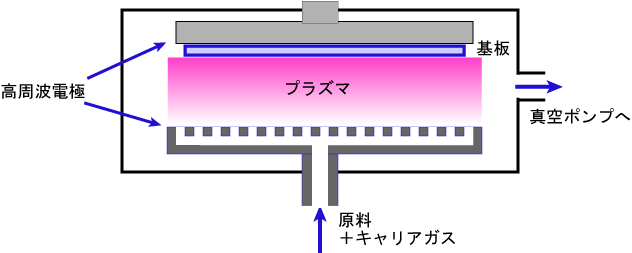
プラズマCVD装置の構成図

プラズマCVDにおいては、直流(DC)・高周波(RF)・マイクロ波などを供給することで、原料ガスをプラズマ状態にする。
これによって原料ガスの原子や分子は励起され、化学的に活性となる。

### 励起方法
プラズマCVDには励起方法などによって、下記のような分類がある。
- 高周波プラズマCVD…工業用周波数(13.56)MHzの高周波による放電を用いる。絶縁性の薄膜形成が可能で、もっとも一般的なプラズマCVD。
- 高密度プラズマ(HDP)CVD…高周波プラズマCVDよりもプラズマ密度を高めたもの。より低い温度でも良質の膜が形成できるなどの利点を持つ。
  - ECRプラズマCVD…2.45GHzのマイクロ波とECR磁界を印加し、マイクロ波を共鳴吸収させて生じる放電を利用するもの。
  - 誘導結合型プラズマ(ICP)CVD
  - ヘリコン波プラズマCVD
  - UHF,VHFプラズマCVD

### 圧力
プラズマCVDは一般的には反応室内部の圧力を真空ポンプで減圧して運転される。ポンプには油回転ポンプやドライポンプのほか、ターボ分子ポンプ(TMP)やメカニカルブースターポンプ(MBP)などが組み合わせて用いられることもある。
大気圧（常圧）で運転するものもあり、これらは大気圧プラズマCVDと呼ばれる。

## 用途
高周波プラズマCVD法は、特に薄膜シリコン膜の形成への利用をきっかけとして広く用いられるようになった。液晶など平面ディスプレイの薄膜トランジスタ素子(TFT)や、薄膜シリコン太陽電池の製造で使われるほか、超LSIの層間絶縁膜の形成などにも用いられる。
また高密度プラズマCVD法は、DRAMやLSIにおけるCMP(Chemical Mechanical Polishing)対応の層間絶縁膜の形成など、高速で緻密な製膜や平坦性が求められる用途に利用される。

## 参照資料
1. 1 2 3 4 5  図解・薄膜技術、真下正夫、畑朋延、小島勇夫、培風館、1999年、ISBN 4-563-03541-6
2. ↑  多孔質カーボン電極型大気圧プラズマCVD 法の開発（大阪大学）
3. ↑  大気圧マルチガス高純度プラズマを開発、平成20年、NEDO／東京工業大学